# Rio Varta

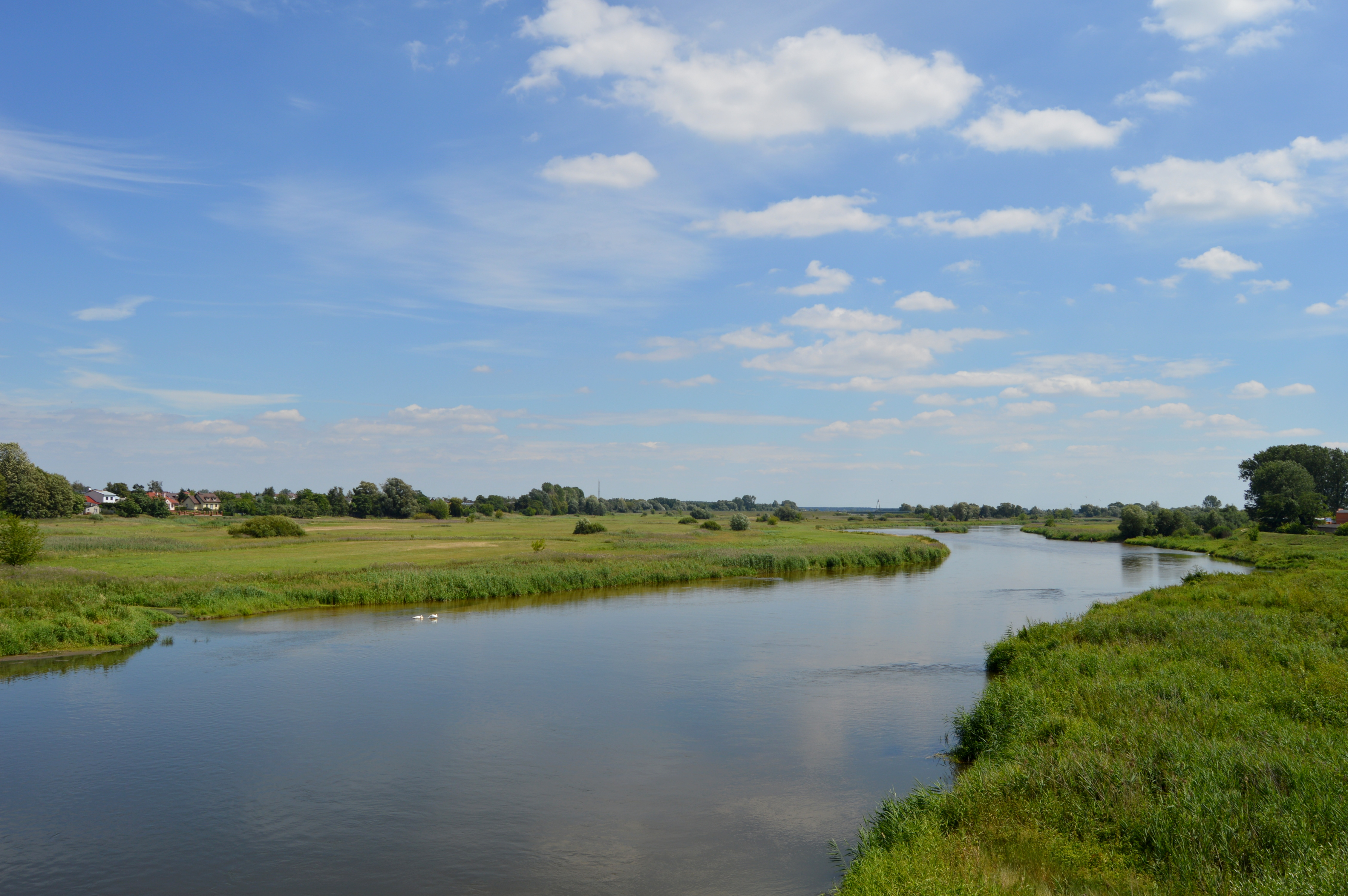
O rio Varta próximo a Koło.

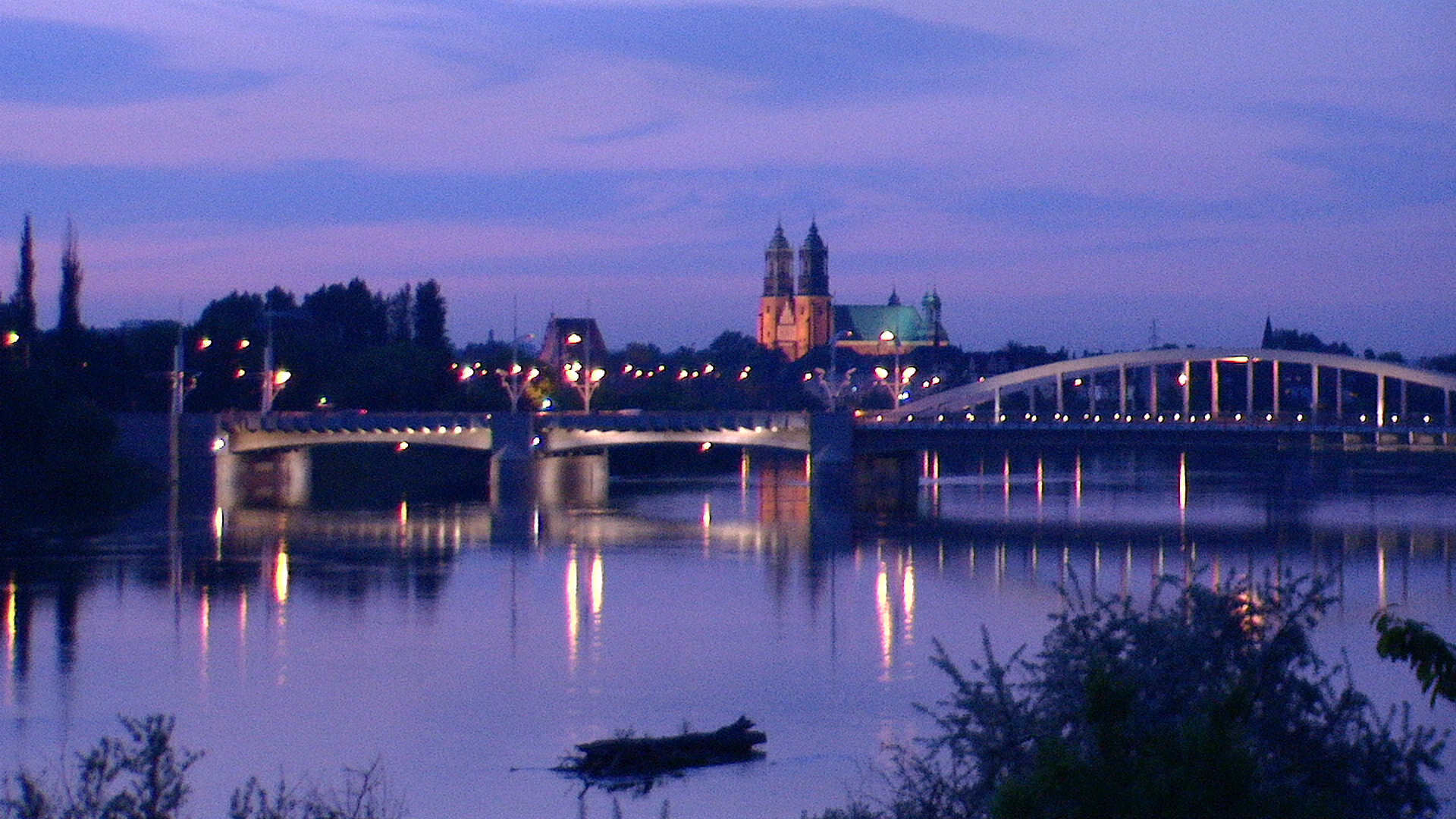
O rio Varta em Poznań.

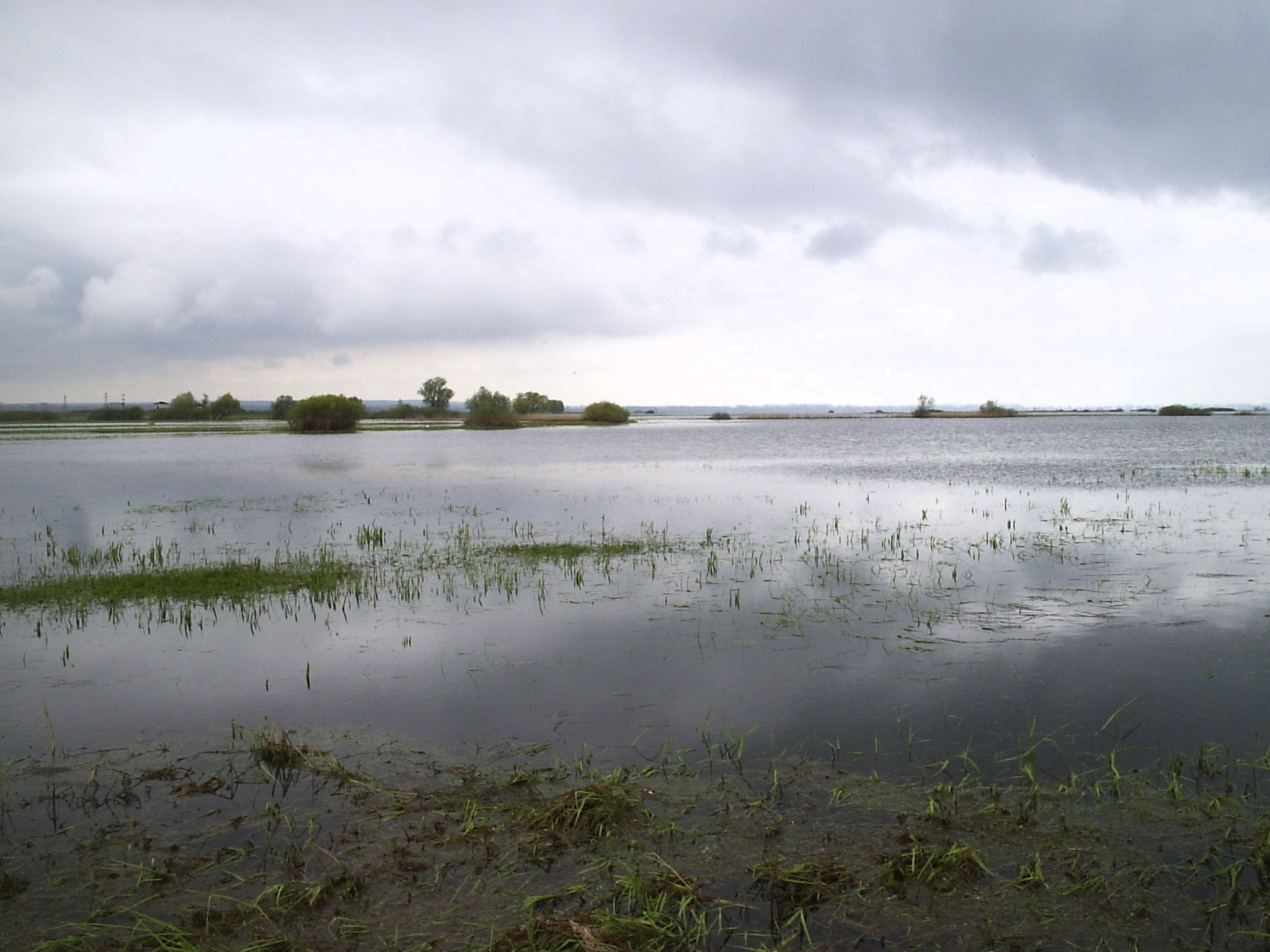
Rio Varta no Parque Nacional Ujście Warty.

O Varta (polonês: Warta, alemão: Warthe) é um rio no centro-oeste da Polônia, um afluente do rio Oder. Com uma extensão de aproximadamente 808 quilômetros, é o terceiro maior rio do país. O Varta tem uma área da bacia de 54.529 quilômetros quadrados. Tem ligação com o rio Vístula através do rio Noteć e o Canal Bydgoszcz (Kanał Bydgoski) próximo a Bydgoszcz. 
Ele nasce na Alta Silésia (a Voivodia da Silésia) perto de Zawiercie, corre através da Terra de Łódź, Grande Polônia e Lubusz Land onde ele desemboca no Oder próximo a Kostrzyn nad Odrą. 

## Cidades
- Zawiercie
- Myszków
- Częstochowa
- Działoszyn
- Sieradz
- Warta
- Dobra
- Koło
- Konin
- Pyzdry
- Śrem
- Mosina
- Puszczykowo
- Luboń
- Poznań
- Oborniki
- Obrzycko
- Wronki
- Sieraków
- Międzychód
- Skwierzyna
- Gorzów Wielkopolski
- Kostrzyn nad Odrą

## Afluentes

### Margem direita
- Widawka
- Ner
- Wełna
- Noteć

### Margem esquerda
- Liswarta
- Prosna
- Obra
- Postomia